# Jedová hora
Lesnatý vrch Jedová hora (též někdy Dědova hora, německy Giftberg) vysoký 537 m n. m. v Brdech se nachází zhruba 4 km jižně od města Hořovice. Vrchol se nachází v katastrálním území Chaloupky v Brdech obce Chaloupky, severní úbočí zasahuje do k. ú. Hvozdec v Brdech obce Hvozdec a východní úbočí s plání směrem k Hrachovišti do k. ú. Podluhy v Brdech obce Podluhy. Do roku 2015 spadal celý kopec do Vojenského újezdu Brdy.

## Těžba

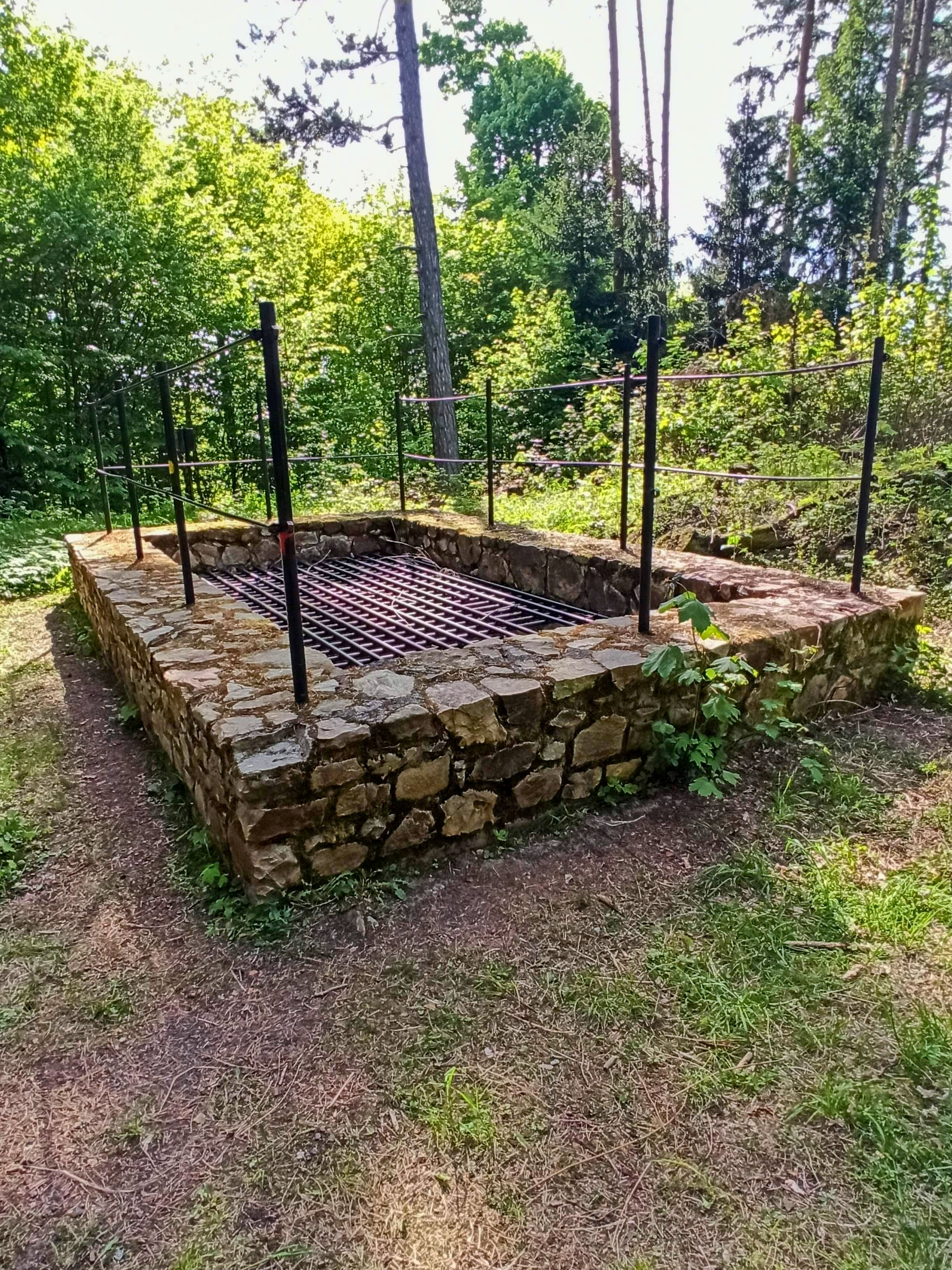
Bývalá šachta Barbora na Jedové hoře

Na jižním svahu hory se již od 13. století hloubily štoly za účelem těžby železné rudy, která obsahovala cca 1/3 železa. To sloužilo jako surovina pro železárny v nedalekém Komárově. Na Jedové hoře se od založení důlního díla dolovalo hlubinným způsobem v šachtě Barbora. Ve 14. století se zde začal těžit nerost cinabarit (sulfid rtuťnatý). Horníci kvůli sulfidu, jehož výpary dýchali, brzy umírali. Hlavní svislá šachta Barbora dosáhla hloubky 72 metrů, z boku do ní ústila vstupní štola Josef a dole ji odvodňovala dědičná štola. Těžba skončila roku 1870, jelikož kvůli prosakům vody se nepodařilo štolu již více prohloubit.

### Zajímavost
Místní rtuť prý hrála roli při padělání mincí v Koněpruských jeskyních, když sloužila k postříbřování.

## Doprava
Přímo na vrchol Jedové hory nevede žádná cesta. K Barboře a Josefu směřuje naučná stezka Okolím Komárova. Pod Jedovou horou vede žlutá turistická značka na hrad Valdek. 